# St. Bartholomäus (Thüngfeld)

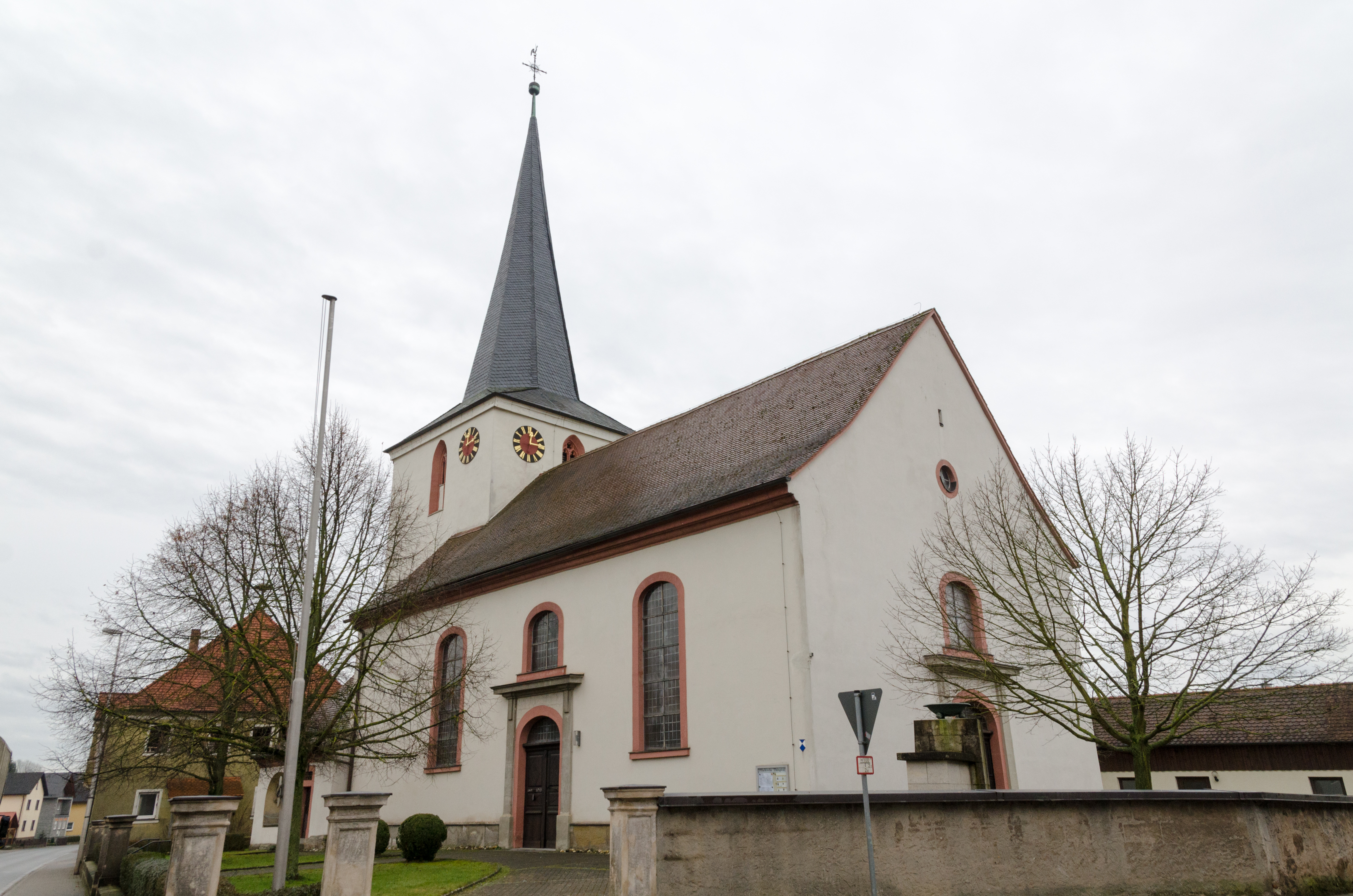
St. Bartholomäus (Thüngfeld)

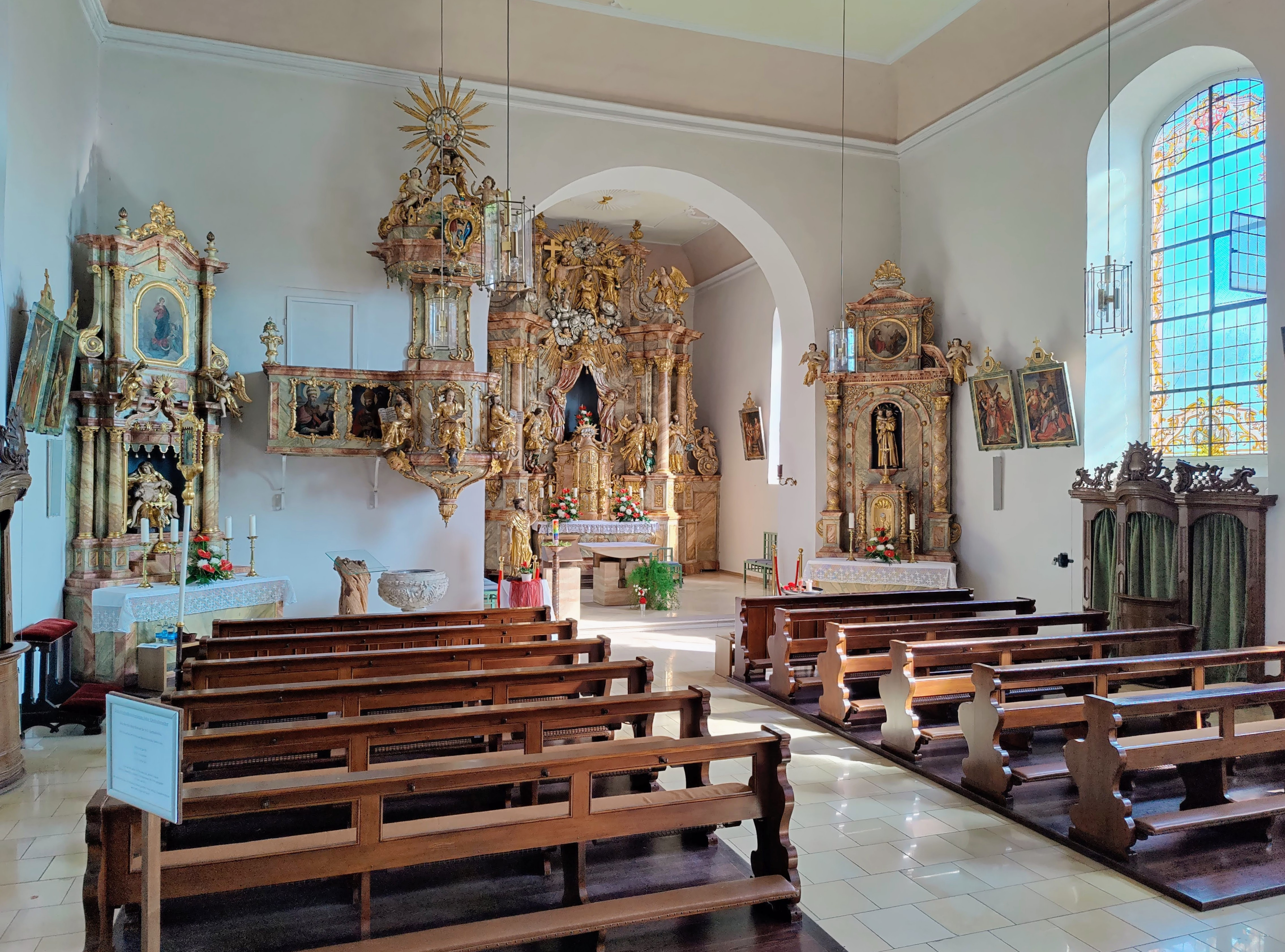
Innenraum (2022)

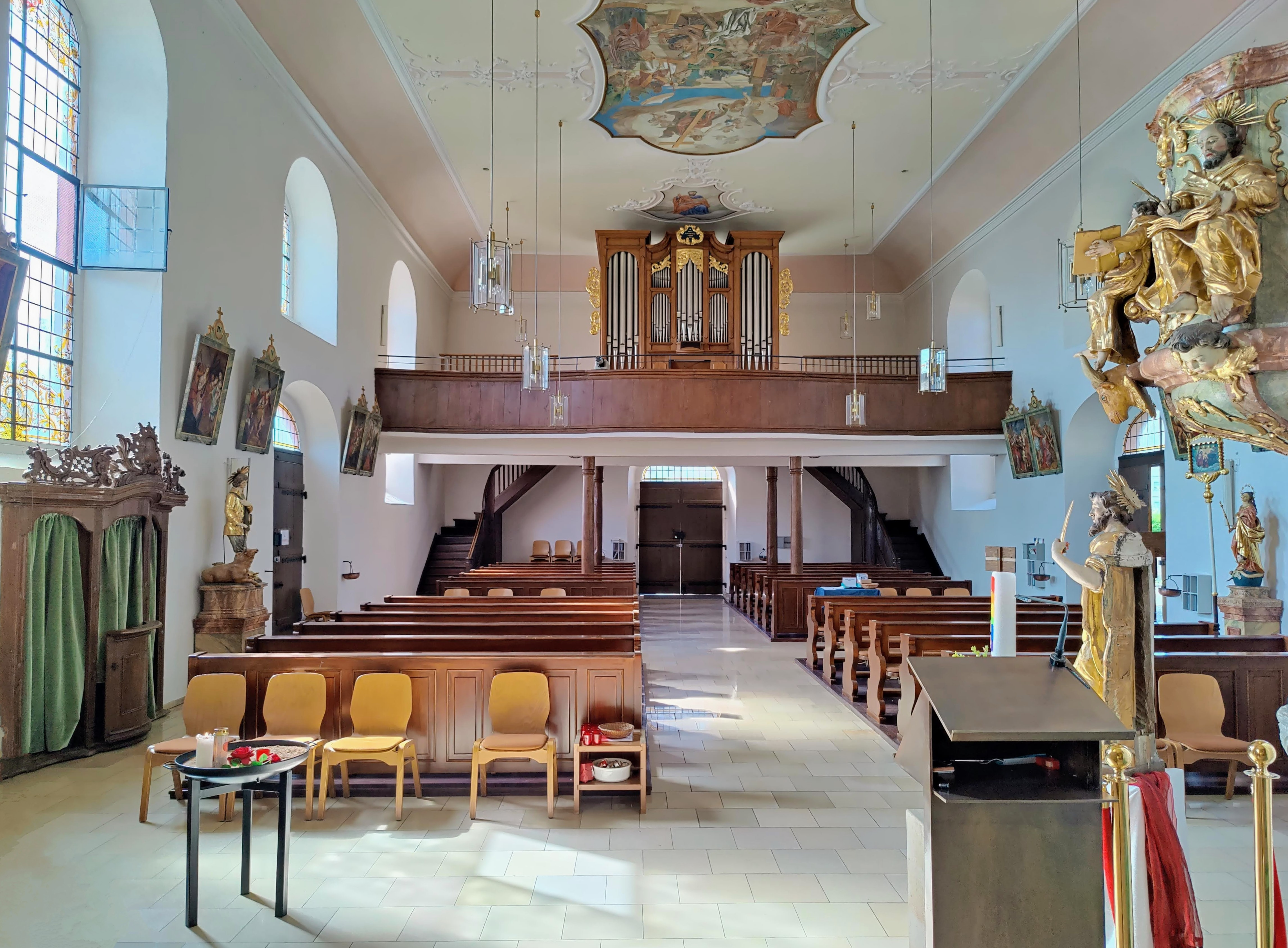
Blick zur Orgel

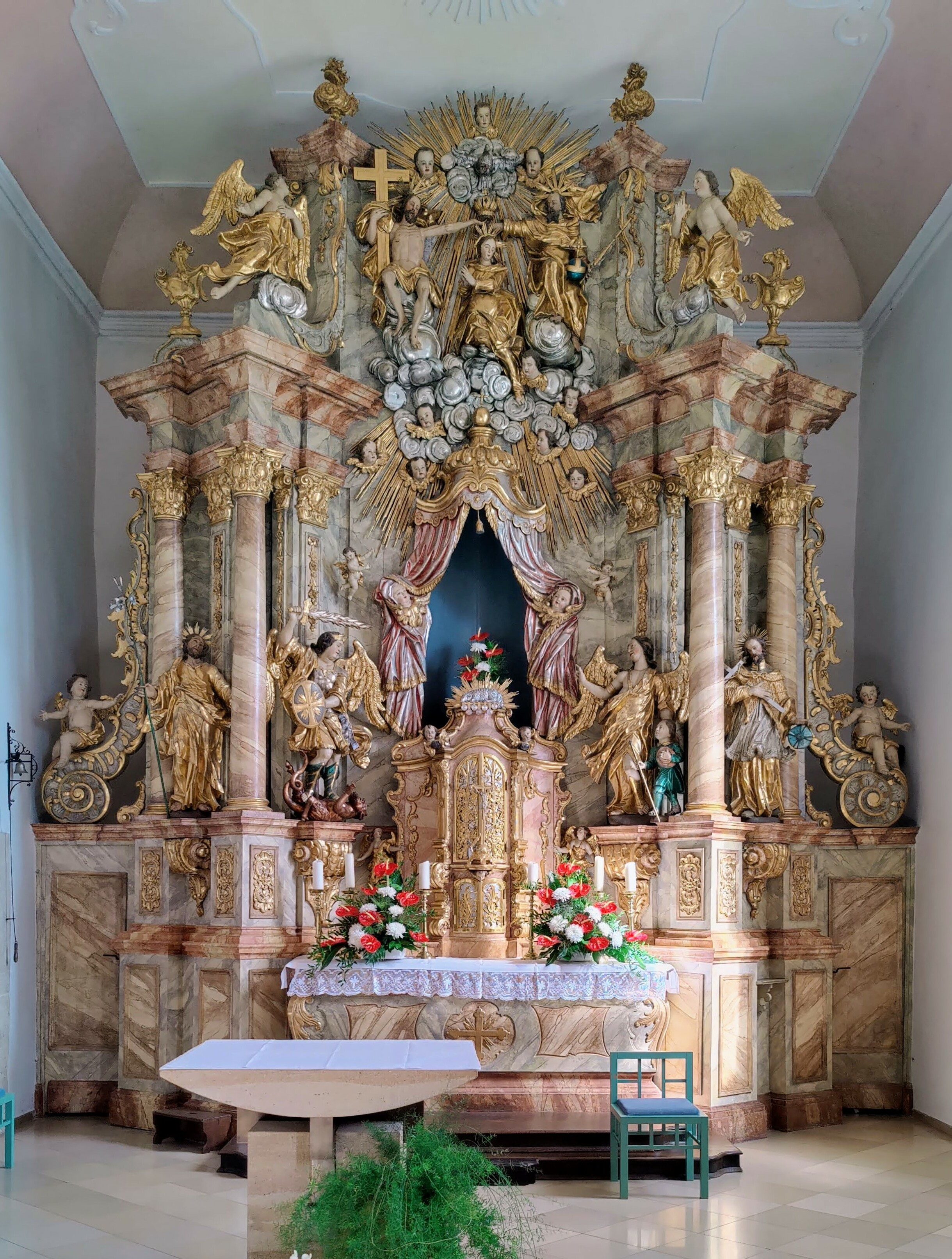
Hochaltar

Die römisch-katholische, denkmalgeschützte Filialkirche St. Bartholomäus steht in Thüngfeld, einem Gemeindeteil der Stadt Schlüsselfeld im oberfränkischen Landkreis Bamberg (Bayern). Der zweigeschossige Chorturm  entstand wohl in der zweiten Hälfte des 15. Jahrhunderts. Die Kirche gehört zur Pfarrei Schlüsselfeld im Seelsorgebereich Dreifrankenland im Steigerwald im Dekanat Ansbach des Erzbistums Bamberg.

## Beschreibung
Die heutige Saalkirche geht im Wesentlichen auf die Erweiterungen von 1823/24 zurück. Nur die Sakristei und die zwei unteren Geschosse des Chorturms sind von der ursprünglichen gotischen Kirche erhalten. Der Chorturm ist gegenüber der Längsachse des Langhauses nach Süden verschoben, nachdem das Langhaus nach Norden verbreitert wurde. Das oberstes Geschoss, das die Turmuhr und den Glockenstuhl beherbergt, und den achtseitigen, schiefergedeckten Knickhelm erhielt der Chorturm 1823/24. Die Innenräume des Langhauses und des Chors sind mit Flachdecken überspannt. Zur Kirchenausstattung gehören der Hochaltar aus der 2. Hälfte des 18. Jahrhunderts, die Seitenaltäre aus der 2. Hälfte des 17. Jahrhunderts und die Kanzel von 1766/67. Die Orgel mit 12 Registern auf zwei Manualen und Pedal wurde 1992 von Orgelbau Eisenbarth errichtet.